# Чончі
Чончі (ісп. Chonchi) — селище в Чилі. Адміністративний центр однойменної комуни. Населення — 4588 осіб (2002 рік). Селище і комуна входить до складу провінції Чилое і регіону Лос-Лагос.
Територія комуни — 1362,1 км². Чисельність населення - 14 049 жителів (2007). Щільність населення - 10,31 чол./км².

## Розташування
Селище розташоване на острові Чилое за 146 км на південний захід від адміністративного центру регіону міста Пуерто-Монт та за 17 км на південь від адміністративного центру провінції міста Кастро.
Комуна межує:
- на півночі - з комуною Кастро
- на сході — з комуною Пукельдон
- на південному сході — з комуною Кейлен
- на півдні - з комуною Кельйон

На заході комуни розташований Тихий океан.

## Демографія
Згідно з даними, зібраними під час перепису Національним інститутом статистики, населення комуни становить 14 049 осіб, з яких 7407 чоловіків та 6642 жінки.
Населення комуни становить 1,77% від загальної чисельності населення регіону Лос-Лагос. 62,92% належить до сільського населення і 37,08% - міське населення.